# 高大環柄菇
高大環柄菇（學名：Macrolepiota procera）又名白色雨傘菇，是一種擔子菌門的蕈類，其子實體形狀類似降落傘。在排水良好的土壤中是相當常見的蕈類，可單獨生長、群聚生長或形成仙女环，通常生長於草原，也可能在林地上被發現。高大環柄菇廣泛地分部在全球的溫帶地區。

## 描述
成熟子實體的高度與蕈傘直徑都可達到40公分，就傘菌而言是相當大的。蕈柄相對較細，並在蕈傘完全張開前就長至最高高度，蕈柄的質地非常纖維化而使其較少被食用。蕈傘的表面覆蓋了許多蛇鱗狀的突起物。未成熟的蕈傘呈結實的卵型，其邊緣包圍著蕈柄，使蕈傘內部密封出一個腔室，當其成熟時，蕈傘的邊緣脫離蕈柄，留下一圈肉質、可移動的蕈環。子實體完全成熟後，蕈傘在中央產生棕色的殼頂，觸感如皮革般強韌。蕈傘的上表面仍存留許多深色、可移動的小鱗片。蕈褶擁擠而未與蕈柄相連，呈白色，有時則帶點淺粉紅色。孢子印為白色。本種蕈類會散發出堅果般的氣味，當白色的菌肉被切割後可能會轉成淡粉紅色。

## 命名與分布
高大環柄菇的種小名procera指的是高大，為本種蕈類的特色。高大環柄菇廣泛分布在溫帶地區，包括英國南部、愛爾蘭、歐陸與美國，在英國北部與蘇格蘭則多分布於有遮蔽的海岸區域。

## 應用

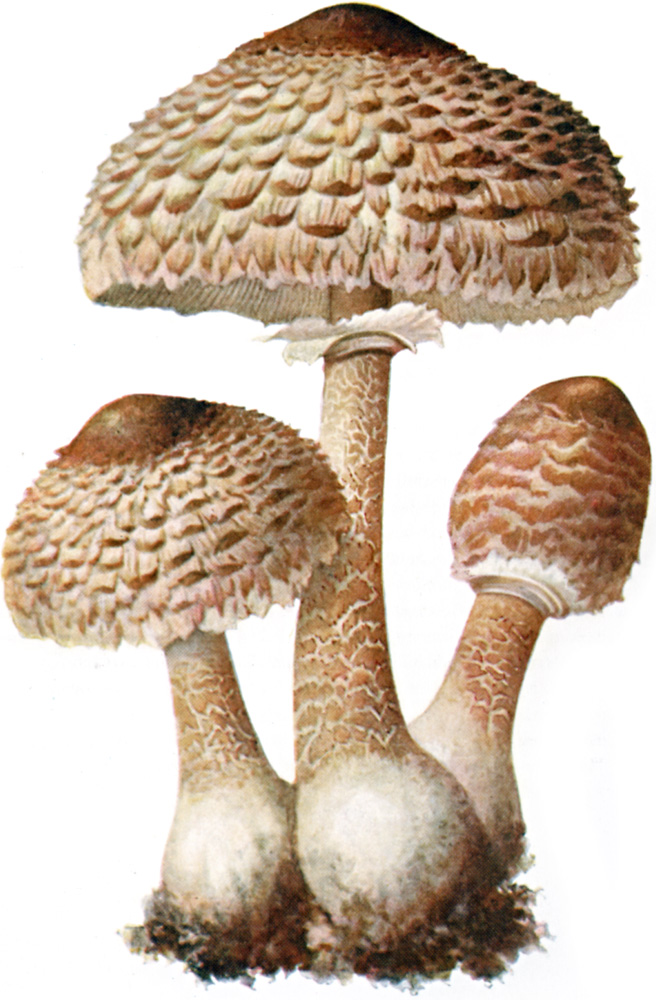
高大環柄菇

高大環柄菇是歐洲十分常見、受歡迎的真菌，可能是因為其大小與多種食用形式。本種通常只有蕈傘被使用，但應有輕微毒性而不建議直接食用，而要經過一些處理，例如先以奶油浸泡。在中歐與東歐國家，高大環柄菇常被依類似吉列的烹調方式處理，有時會加上蛋與麵包屑，並以油與奶油在平底鍋上油煎，再搭配上白麵包，就是夏天與早秋的一道佳餚。
一道美味的斯洛伐克佳餚是在高大環柄菇的蕈傘中塞入絞肉、牛至與大蒜，再烘烤食用。義大利與匈牙利也有類似的料理，採用未成熟、未完全張開的蕈傘，塞入絞肉後再烘烤。

## 相似物種
高大環柄菇較少與其他種蕈類混淆，特別是在歐洲，因為其有毒的類似物種大青褶伞不存在。但若採集做為食材，小心仍是必須的。
- 粗鳞大环柄菇（英语：Shaggy parasol）：外型與高大環柄菇相似但較小，菌柄切割後會變成橙紅色。生食有毒，少數人即使熟食也會過敏。與高大環柄菇的不同點還有其蕈柄沒有紋路，以及有粗毛的蕈傘。
- 乳头状大环柄菇（英语：Macrolepiota mastoidea）：分布於歐洲，也是一種相當大的可食真菌。大小稍小於高大環柄菇，蕈柄上的斑紋較不明顯。本種蕈類也更為稀少。
- 大青褶伞：一種有毒蕈類，其相似性造成每年北美最大宗的蕈類中毒，也是台灣最常造成誤食的蕈類。其特色為蕈褶稍呈綠色，孢子印也呈淺綠。除此之外本種也沒有高大環柄菇蕈傘上蛇鱗狀的斑紋。
- 皱盖囊皮菌：英文名為saffron parasol，大小較高大環柄菇小許多且不常被食用。
- 有時會與劇毒的鵝膏菌屬中未成熟或白色的物種搞混。為了確認，只能摘取已成熟的高大環柄菇。兩者的差別是高大環柄菇有較淺的蕈傘表面及較深的薄片，鵝膏菌屬的蕈類則有較深的蕈傘表面和較淺的薄片。
- 肉褐鳞环柄菇（英语：Lepiota brunneoincarnata）：一種在曾西班牙造成致命中毒的毒蕈。
- 毒鵝膏。[7]

## 圖集

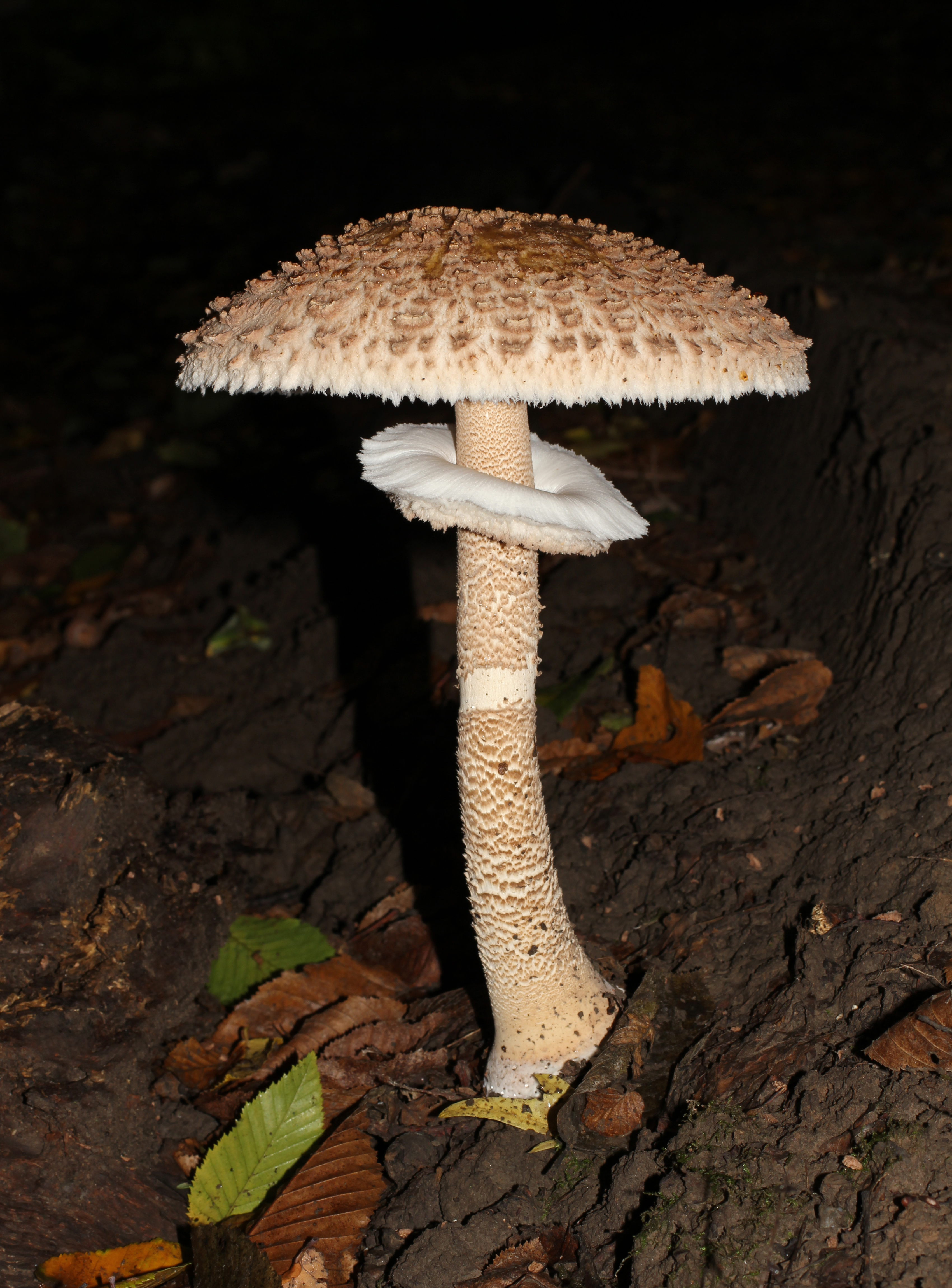
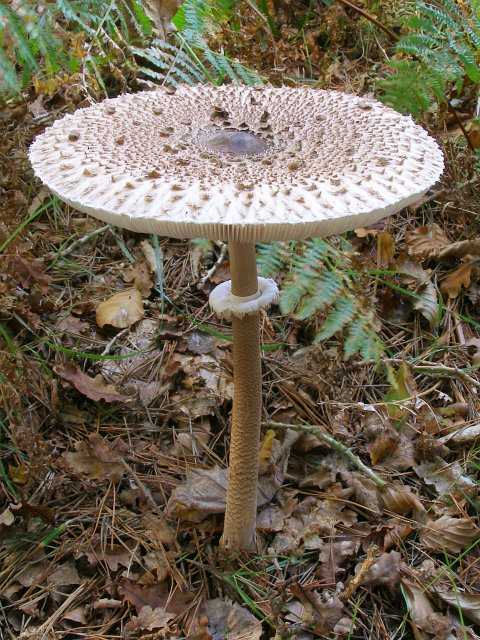
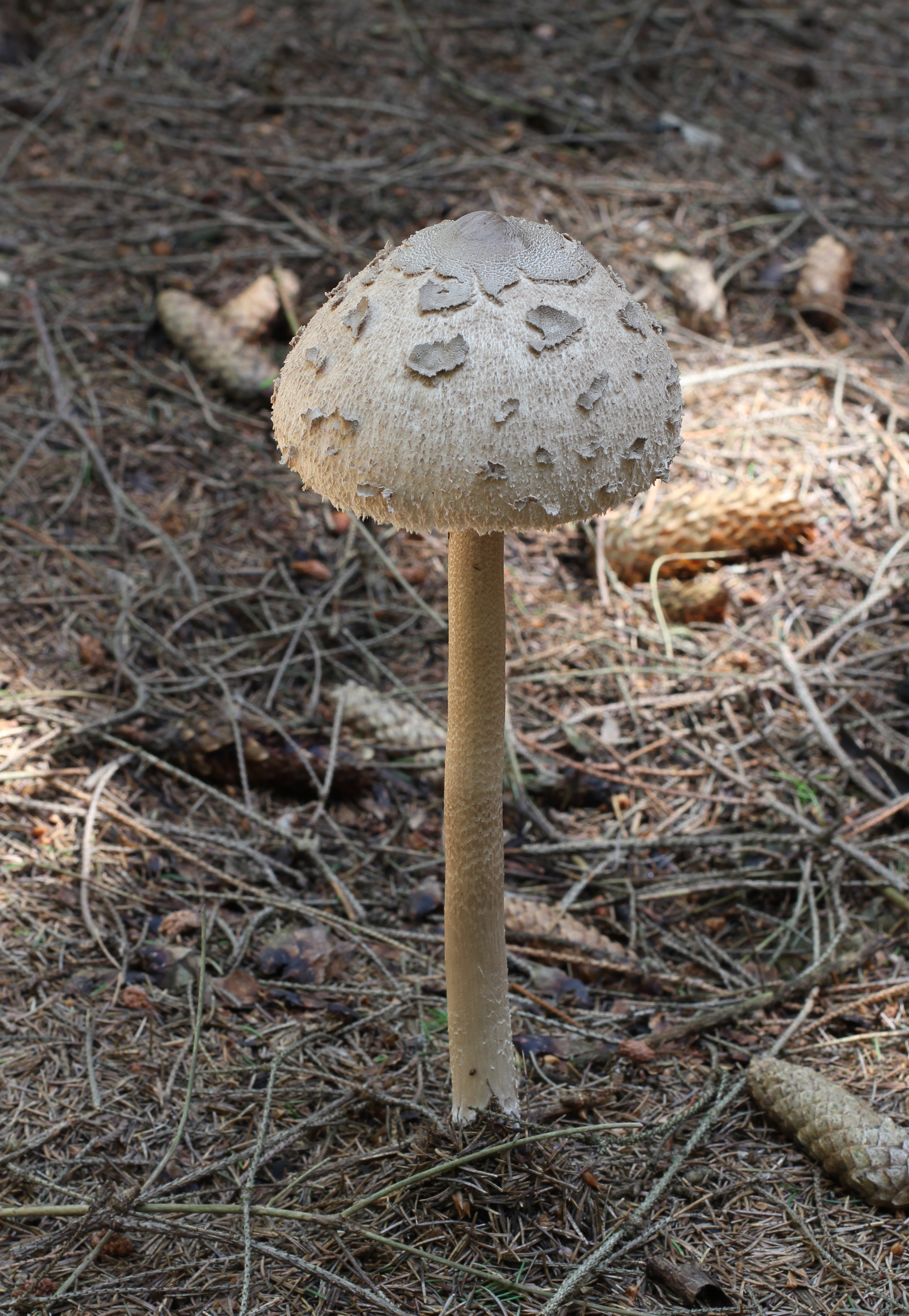
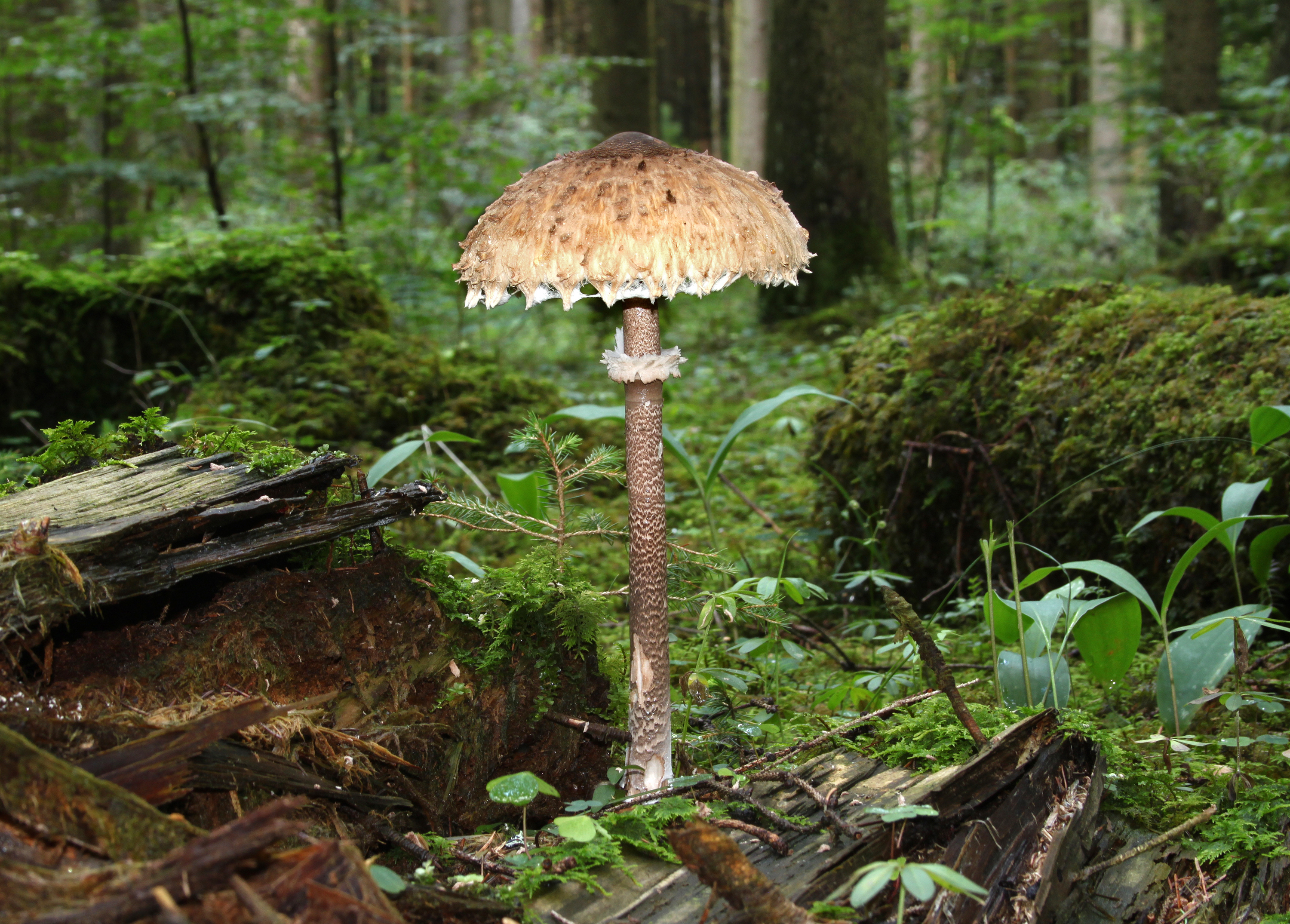
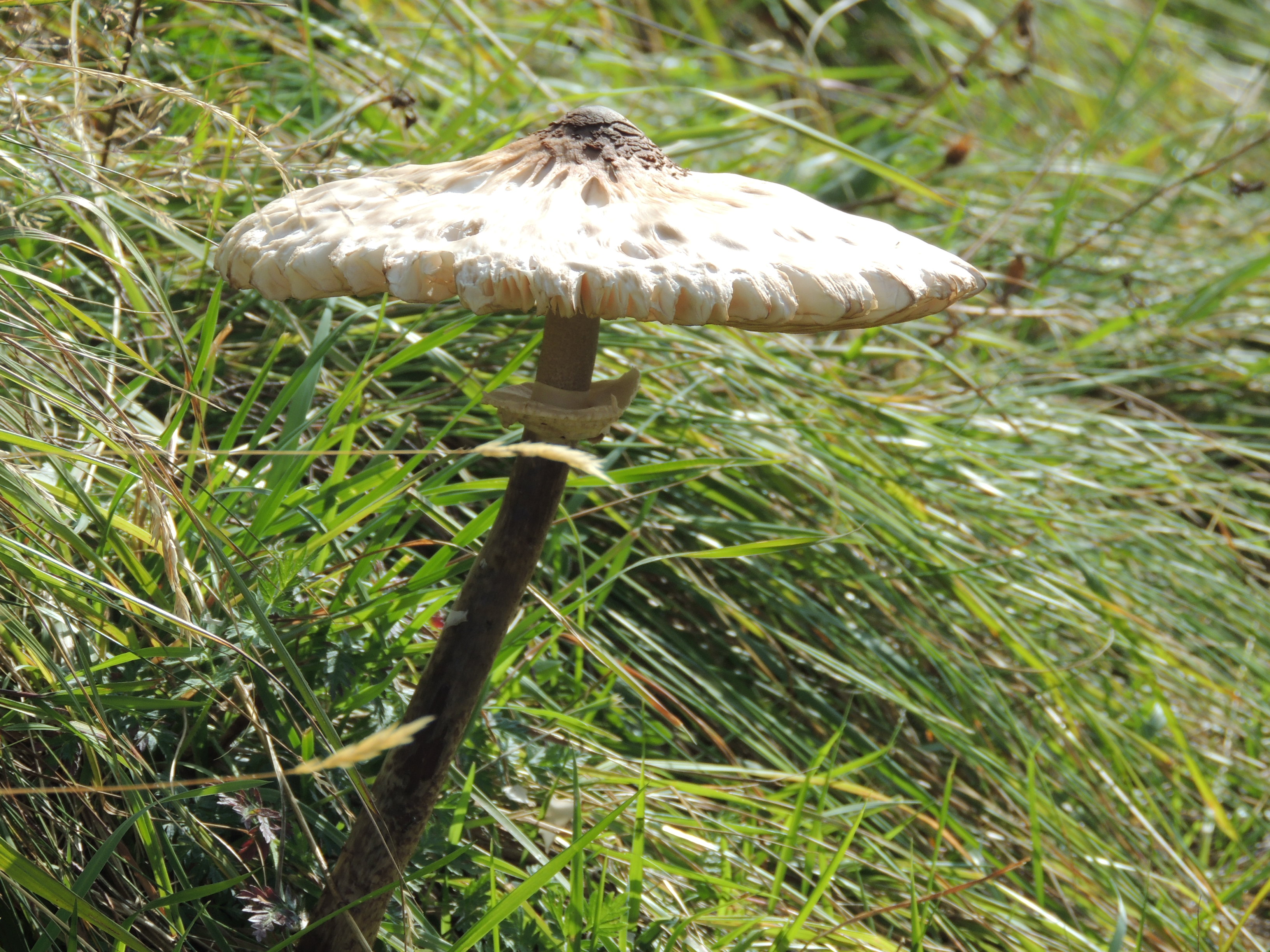
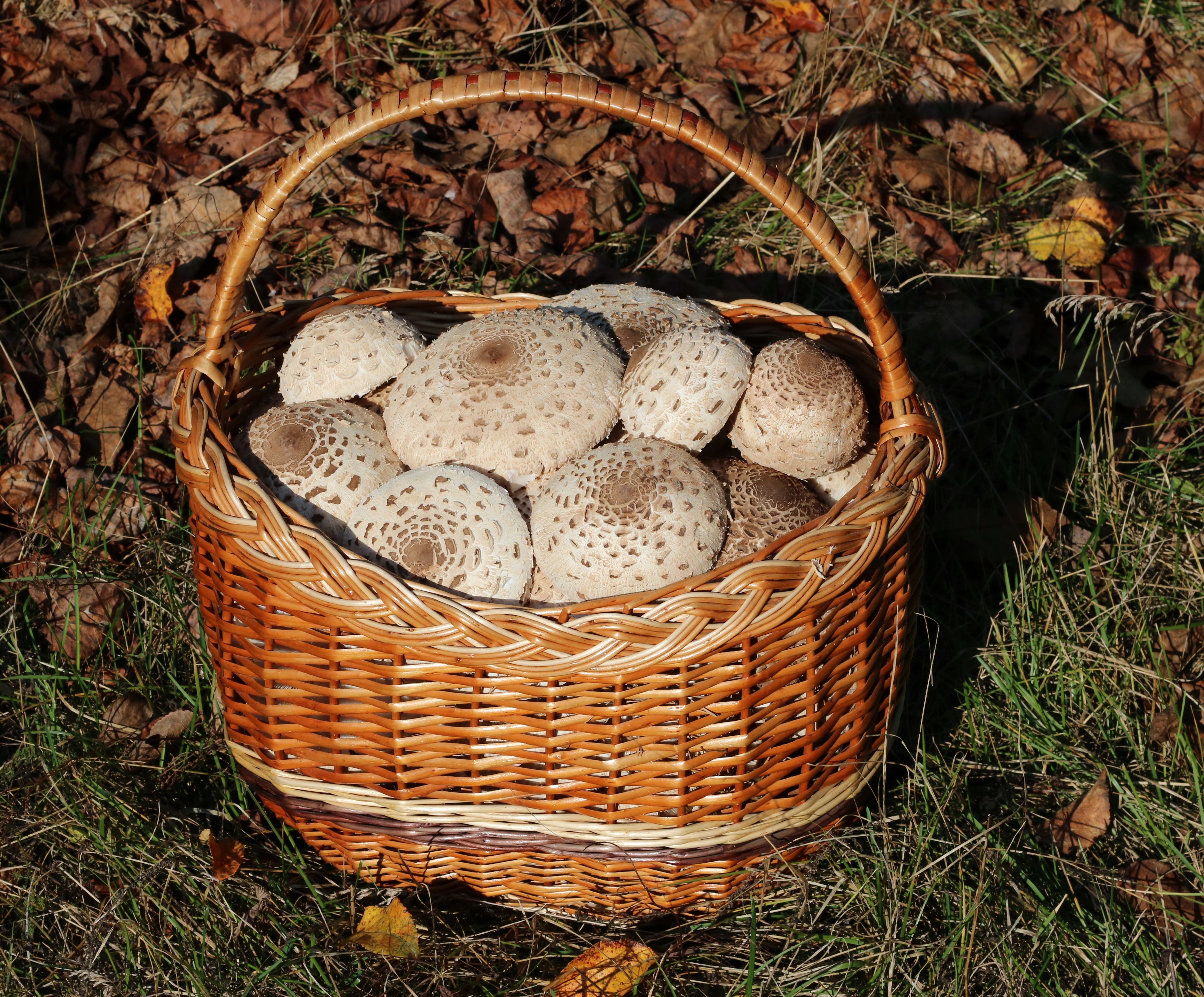
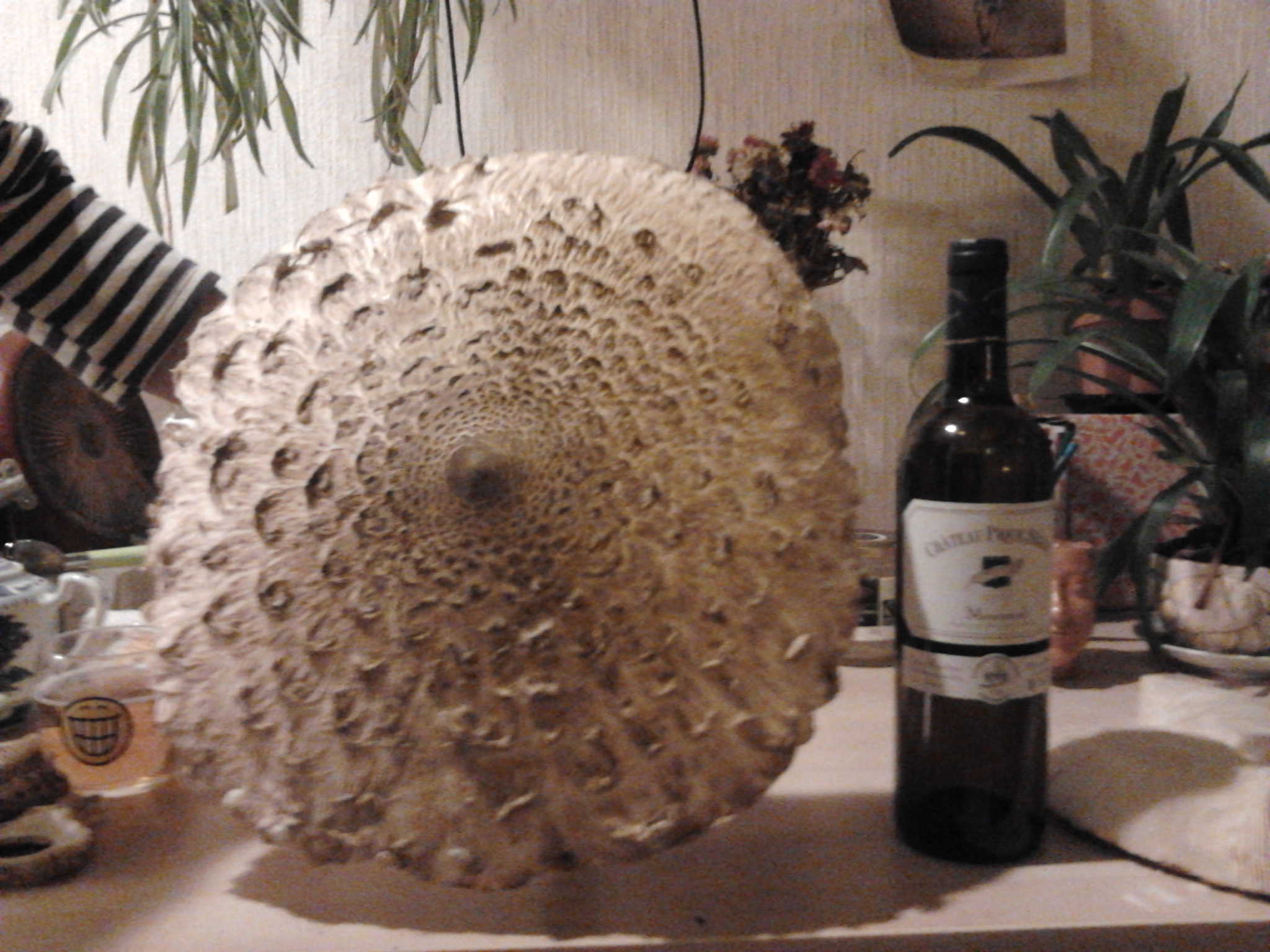